# Stadio Amerigo Liguori
Lo stadio Amerigo Liguori è un impianto sportivo di Torre del Greco.
La capienza massima dell'impianto è pari a 6 600 posti, di cui poco meno di 4 000 omologati.

## Storia
L'impianto sportivo, originariamente chiamato Comunale, fu inaugurato il 12 novembre 1950 con la disputa della partita Turris-Bagnolese (1-0) ed è intitolato ad Amerigo Liguori, sindaco di Torre del Greco ed ex presidente, nonché tra i fondatori, della squadra cittadina, prematuramente stroncato da un infarto il 17 settembre 1951.
Nel corso degli anni, l'impianto ha subito profondi lavori di ristrutturazione. Al termine della stagione calcistica 1968-69, il campo fu ruotato di 90° e contestualmente costruita una tribuna in cemento, mentre i Distinti furono realizzati con tubi Innocenti e basi in legno, divisi in tre settori, poi abbattuti all'inizio degli anni Novanta per far posto all'attuale "settore distinti". Poco prima dell'avvio della stagione 1994-1995 furono inoltre completati una rizollatura del campo di gioco, che sostituì il terreno battuto, e l'ampliamento del settore distinti di circa 400 posti, grazie alla realizzazione di una struttura con recinzioni in ferro, sostituite nel 2005 da quelle in plexiglas. 
Nel settembre 2009, fu rimpiazzato il manto erboso naturale con uno in erba sintetica di ultima generazione.
Dal gennaio 2019 lo stadio subì imponenti interventi di ammodernamento, rientranti nel piano di ristrutturazione degli impianti sportivi della Campania, interessati dalle gare della XXX Universiade. Il comune di Torre del Greco fu sovvenzionato dal comitato promotore con la somma di 700 000 euro. L'investimento dei fondi consentì la riedificazione della palazzina degli spogliatoi con annessa sala stampa: successivamente l'impianto comunale fu oggetto di ulteriori lavori di ammodernamento, tra i quali l'installazione di un manto in erba sintetica di ultima generazione con certificazione Fifa Quality pro, di un moderno impianto di illuminazione, di un impianto audio, di nuovi sediolini nei settori Tribuna e Distinti, oltre che di un sistema di videosorveglianza: i lavori permisero di ottenere l'agibilità necessaria a ospitare campionati professionistici.

## Struttura
La capienza totale è di 3 566 posti, suddivisi in una tribuna coperta, che può contenere 2 337 persone, in un settore distinti, destinato alle tifoserie ospiti e che può ospitarne 1 067, e in una curva, nota come "Curva Vesuvio" per il suo orientamento, che può contenere 162 spettatori.

## Collegamenti
L'impianto sorge nelle immediate vicinanze della stazione di Torre del Greco, posta sulla linea ferroviaria Napoli-Pompei-Poggiomarino. 
Dista, inoltre, pochi chilometri dall'uscita "Torre del Greco" dell'autostrada A3.